# Peter van Roye
Peter van Roye (ur. 30 maja 1950 w Lingen) – niemiecki wioślarz reprezentujący RFN, brązowy medalista igrzysk olimpijskich i mistrzostw świata.

## Kariera
Wystąpił na igrzyskach olimpijskich w Montrealu w 1976, gdzie wspólnie z Thomasem Straußem zajął trzecie miejsce w dwójkach bez sternika. W finale uplasowali się o 6,72 sekundy za osadą NRD i o 3,30 sekundy za osadą USA. Był to jego jedyny start olimpijski.
Ponadto zdobył brązowy medal w czwórkach bez sternika na mistrzostwach świata w Lucernie (1974).
Trzykrotnie zdobywał mistrzostwo kraju: w 1974 dwójkach bez sternika oraz w 1974 i 1975 w ósemkach. Z zawodu był nauczycielem geografii i wychowania fizycznego. Odznaczony Srebrnym Liściem Laurowym, najwyższym sportowym odznaczeniem państwowym. 